# Barana Rogi
Barana Rogi (Baranie Rogi) – polski herb rycerski.

## Opis herbu
W polu barwy niewiadomej takież rogi baranie wystające z korony złotej.

## Najwcześniejsze wzmianki
Pieczęć Rutgera z Hugowic z 1305 roku.

## Herbowni
z Hugowic.